# Disk'O

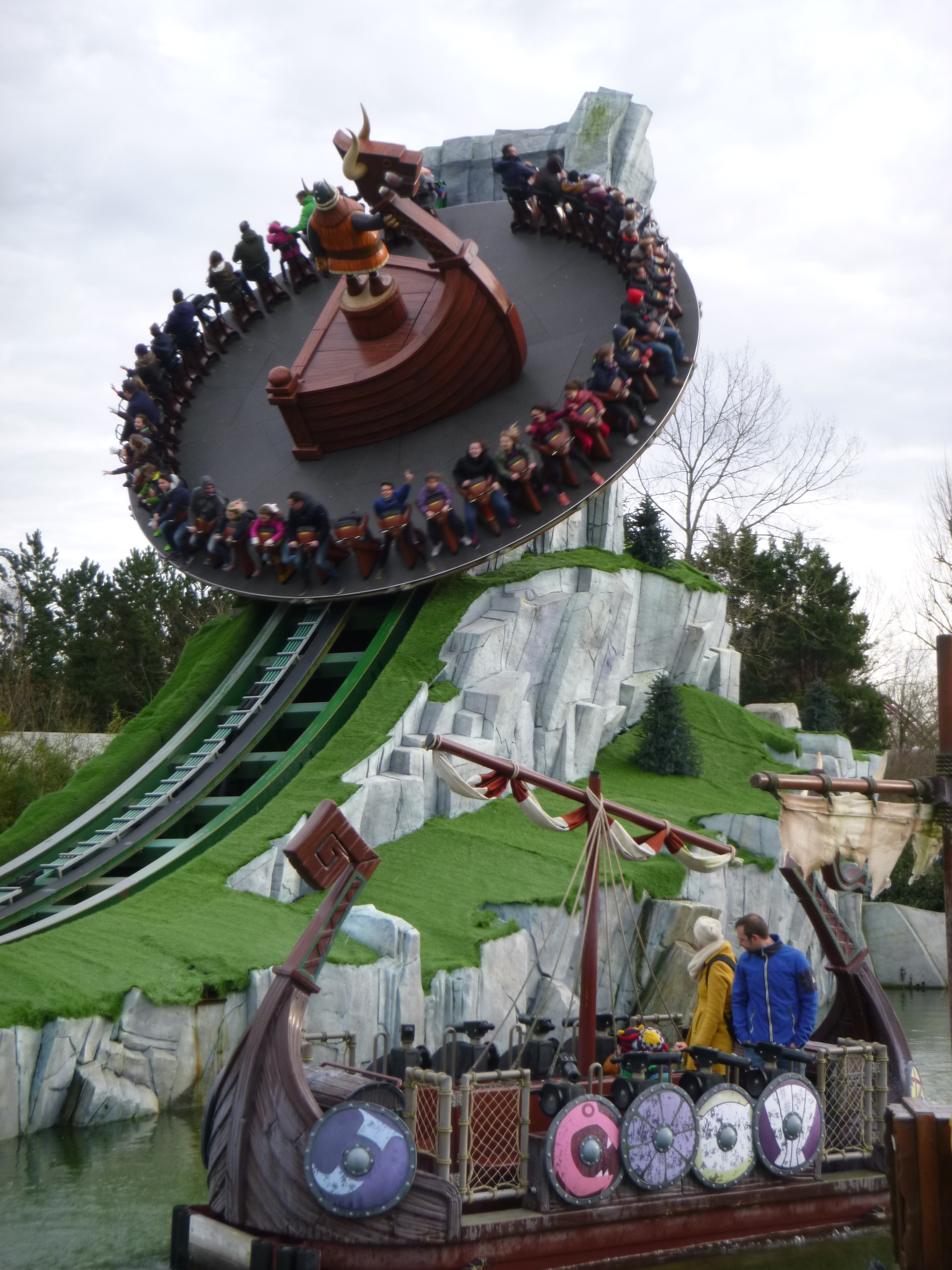
De Grote Golf (Disk'O Coaster) en Wickie The Battle (Splash battle)in Plopsaland De Panne.

Een Disk'O is een bepaald attractietype waarbij een schijf ronddraait op een halfpipe van rails. De attractie is ontworpen door het bedrijf Zamperla als variatie op de Rockin' Tug. De attractie komt zowel in pretparken als op kermissen voor.

## Werking
In een Disk'O schommelt een ronddraaiende schijf steeds sneller van links naar rechts. Er is plaats voor 24 personen. De aandrijving is dezelfde als deze van een gemotoriseerde achtbaan met een sleepcontact en de opbouw is dezelfde als deze van een draaiende achtbaan, maar de Disk'O en zijn varianten worden door hun korte baan niet als achtbaan beschouwd. De inzittenden van de Disk'O zijn met hun gezicht naar buiten gericht.

## Modellen en varianten
| Type        | Plaatsen | Opmerkingen                                                                                      |
| ----------- | -------- | ------------------------------------------------------------------------------------------------ |
| Disk'O      | 24       |                                                                                                  |
| Disk'O 16   | 16       |                                                                                                  |
| Mega Disk'O | 24       | Grotere baan                                                                                     |
| Mega Disk'O | 40       | Grotere baan                                                                                     |
| Skater      | 36       | Een soort Rockin' Tug met de grootte van een Disk'O. De schijf is vervangen door een skateboard. |

Verder bestaat ook de Disk'O Coaster. Deze biedt plaats aan 40 personen. Deze baan maakt een heuvel in het midden.
Een variant op de Disk'O Coaster is de Surf's Up. De schijf is vervangen door een surfplank, de baan is kleiner en gaat niet zo hoog. Ook Surf's Up maakt in het midden een heuvel, maar deze is beduidend kleiner dan bij een Disk'O Coaster. Opmerkelijk is dat de berijders rechtstaan in plaats van zitten.

## Vindplaats
Hieronder volgt een lijst van verschillende Disk'O in pretparken:
- Disk'O, de standaardversie in indoor-kermis in Preston Palace te  Almelo
- Disco, de standaardversie in Wunderland Kalkar te  Kalkar
- La Cavalerie in Fraispertuis City te  Jeanménil
- Tifon, een Mega Disk-O in Parque de Atracciones de Madrid te  Madrid
- Drakennest, een Mega Disk-O in Avonturenpark Hellendoorn te  Hellendoorn